# Podemłynek
Podemłynek – część miasta Skarżyska-Kamiennej, usytuowana na wschodzie miasta.
Administracyjnie wchodzi w skład osiedla Usłów. Jest to niewielkie skupisko osadnicze w widłach ulic Podemłynek i Pięknej.